# Pseudocyclosorus qingchengensis
Pseudocyclosorus qingchengensis är en kärrbräkenväxtart som beskrevs av Y. X. Lin. Pseudocyclosorus qingchengensis ingår i släktet Pseudocyclosorus och familjen Thelypteridaceae. Inga underarter finns listade.